# 曼徹斯特 (喬治亞州)
曼徹斯特（英語：Manchester）是一個位於美國喬治亞州梅里韋瑟縣和塔爾博特縣的城市。

## 地理
曼徹斯特的座標為33°51′22″N 84°37′03″W / 33.85611°N 84.61750°W，而該地的平均海拔高度為269米（即883英尺）。

## 人口
根據2010年美國人口普查的數據，曼徹斯特的面積為20.85平方千米，當中陸地面積為20.75平方千米，而水域面積為0.10平方千米。當地共有人口4230人，而人口密度為每平方千米202.88人。